# Zapora Porąbka
Zapora Porąbka – zapora wodna wybudowana w latach 1928–1937 w Międzybrodziu Bialskim. Spiętrza wody rzeki Soły, tworząc Jezioro Międzybrodzkie.
Jest to zapora wodna typu ciężkiego. Została zbudowana na podłożu skalnym według projektu prof. Gabriela Narutowicza i inż. Tadeusza Baeckera przez Société Franco-Polonaise Warszawa. Wysokość zapory wynosi 37,3 m, a jej długość 260 m. Kierownikiem budowy zapory był inż. Jerzy Skrzyński, któremu prezydent RP nadał 12 grudnia 1936 Złoty Krzyż Zasługi.
Uroczyste oddanie do użytku zbiornika i zapory odbyło się 13 grudnia 1936 z udziałem m.in. wicepremiera Eugeniusza Kwiatkowskiego i marszałka sejmu Stanisława Cara.
Przy zaporze znajduje się elektrownia wodna zbudowana w latach 1951–1954 jako pierwszy element Zespołu Elektrowni Wodnych (którego pozostałymi elementami są Tresna i Elektrownia Szczytowo-Pompowa Porąbka-Żar). Elektrownia posiada dwa hydrozespoły Kaplana o mocy 6,1 MW i jeden turbozespół z turbiną wodną typu Francisa o mocy 0,4 MW pracujący na potrzeby własne.
Nieścisłość w nazewnictwie zapory wynika z powszechnego stosowania adresu kierownictwa budowy, zamiast faktycznego położenia. Kierownictwo zlokalizowane było w tzw. „Kolonii” w Porąbce, gdzie kierowano korespondencję. Przyjęła się wówczas nazwa Zapora w Porąbce, choć w rzeczywistości mieści się ona na terenie Międzybrodzia Bialskiego, 200 metrów od zachodniej granicy z Porąbką. 

## Galeria

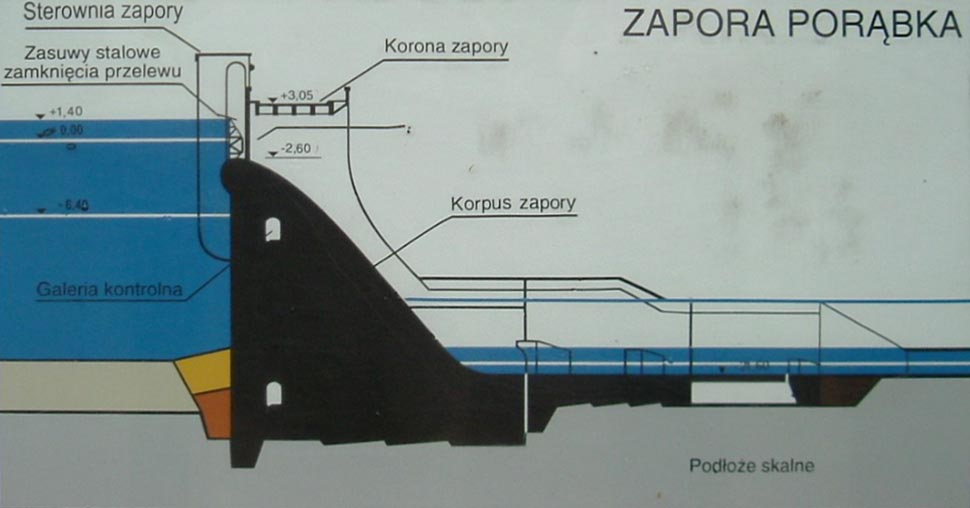
Przekrój przez zaporę
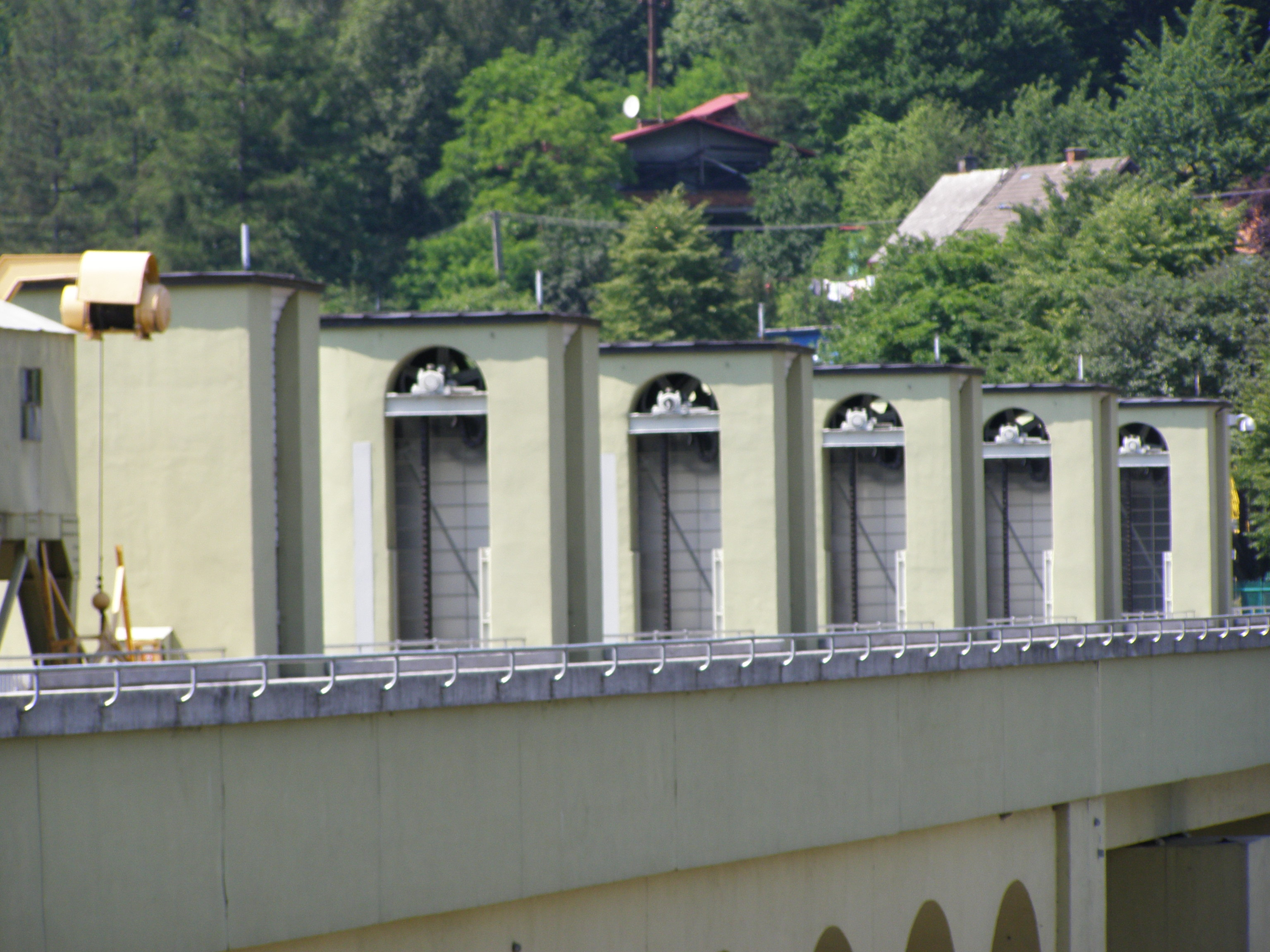
Filary z zasuwami zamknięcia przelewu (2008)
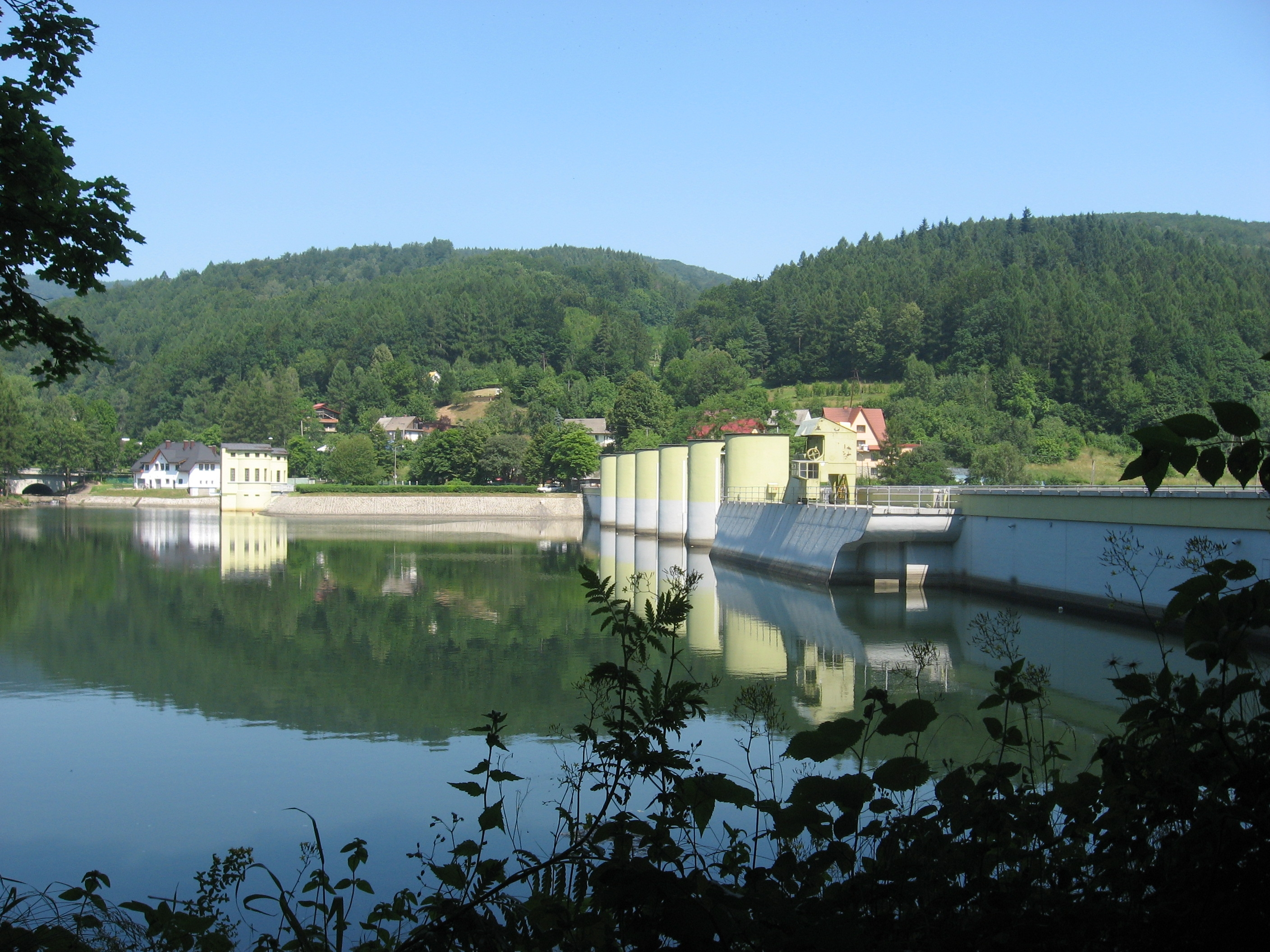
Widok z południa (2006)
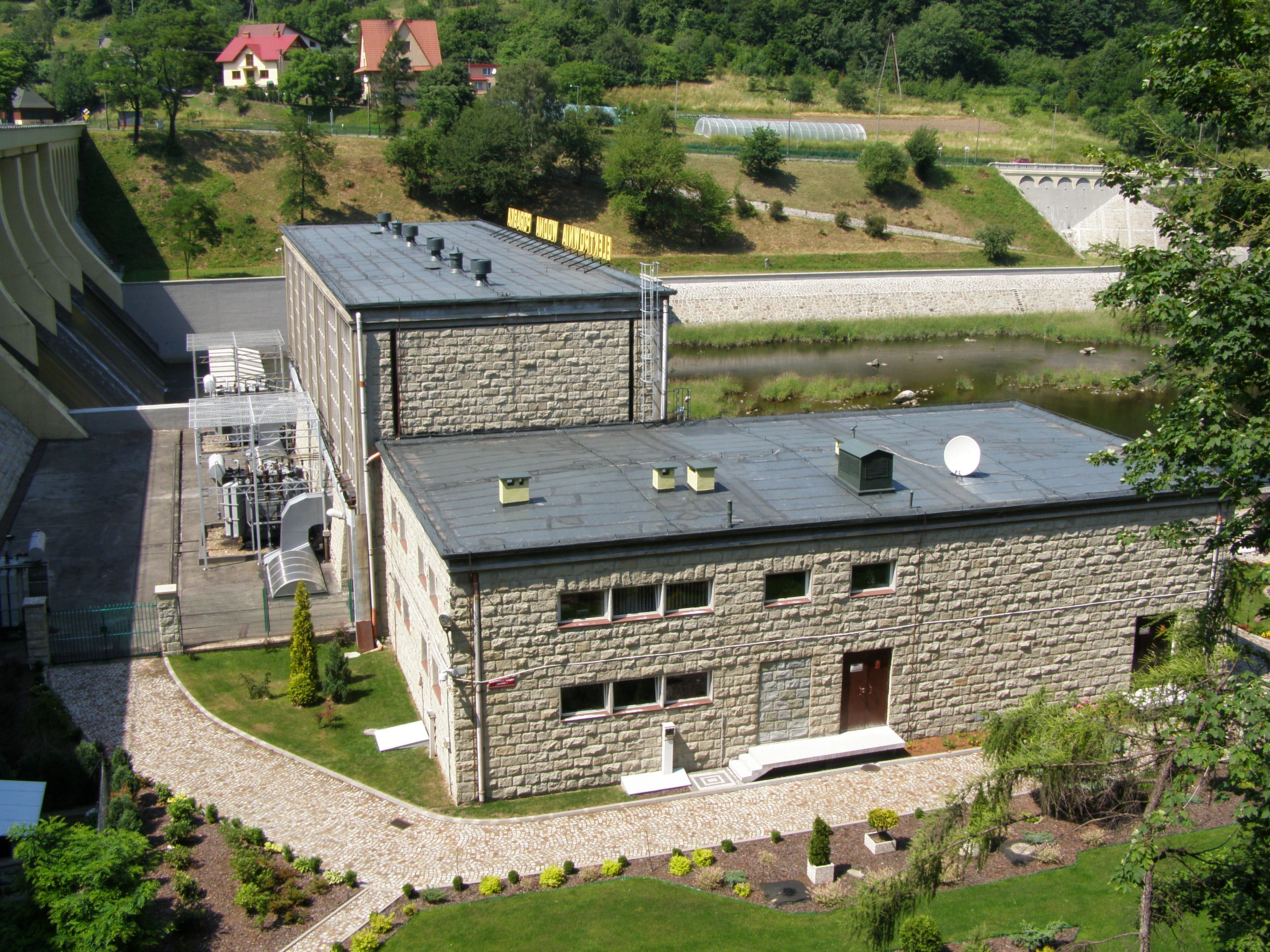
Budynki elektrowni (2008)
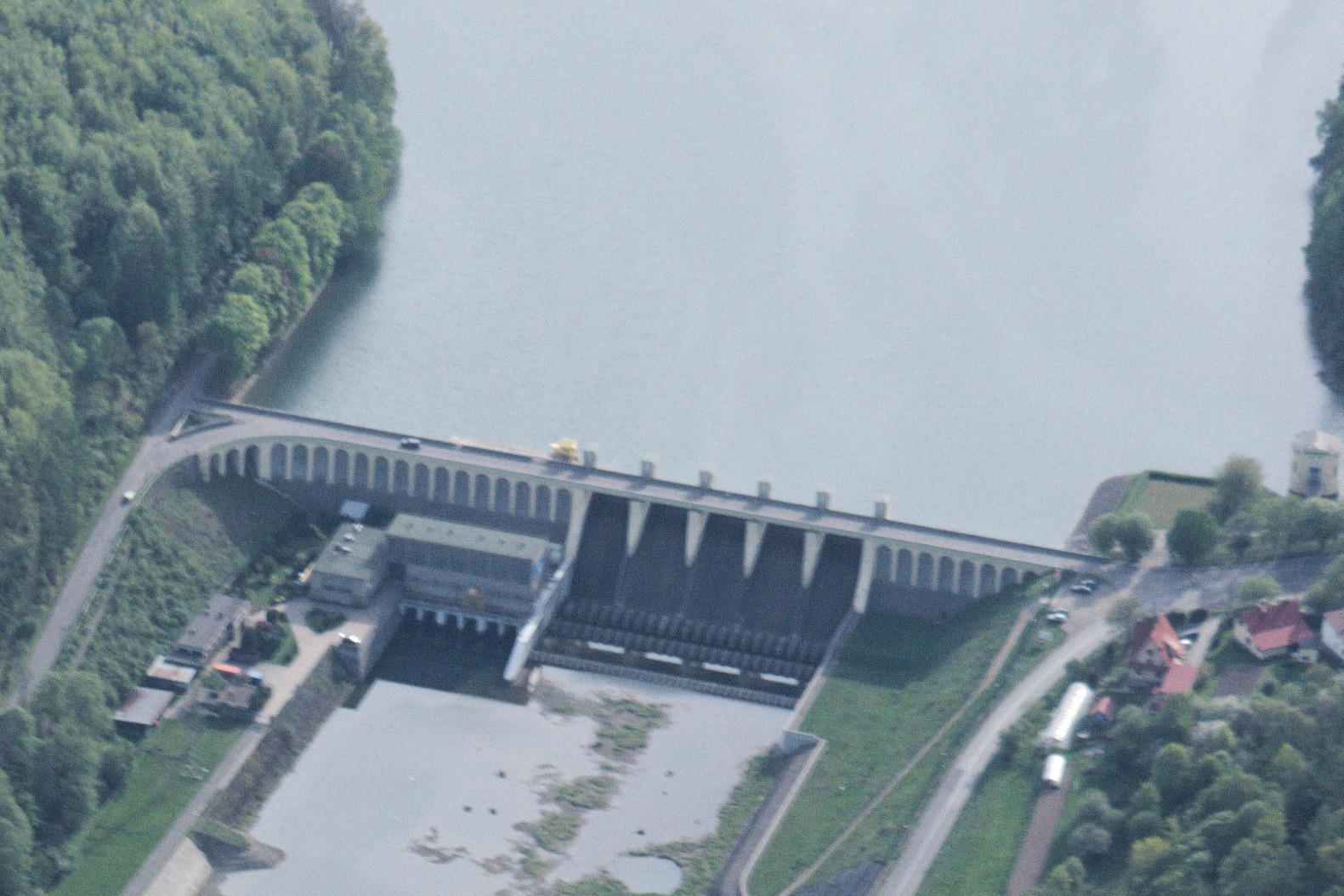
Widok z lotu ptaka (2018)